# Ornago
Ornago là một đô thị ở tỉnh Monza và Brianza, vùng Lombardia của Italia, khoảng25 km về phía đông bắc của Milano. Tại thời điểm ngày 31 tháng 12 năm 2004, đô thị này có dân số 3.730 và diện tích là 5,8 km².
Ornago giáp các đô thị: Vimercate, Bellusco, Roncello, Burago di Molgora, Basiano, Cavenago di Brianza.